# Сельское поселение «Село Калиновка»
Се́льское поселе́ние «Село Калиновка» — муниципальное образование в Ульчском районе Хабаровского края Российской Федерации.
Административный центр — село Калиновка.

## История
Статус и границы сельского поселения установлены Законом Хабаровского края от 28 июля 2004 года № 208 «О наделении посёлковых, сельских муниципальных образований статусом городского, сельского поселения и об установлении их границ».

## Население
| 2010 | 2011 | 2012 | 2013 | 2014 | 2015 | 2016 |
| ---- | ---- | ---- | ---- | ---- | ---- | ---- |
| 195  | ↘194 | ↘185 | ↘181 | ↘179 | ↗180 | ↘177 |
| 2017 | 2018 | 2020 | 2021 |      |      |      |
| ↘172 | ↘164 | ↘162 | ↘129 |      |      |      |

На 2002 год, преобладающая национальность — ульчи.

## Состав сельского поселения
| № | Населённый пункт | Тип населённого пункта       | Население |
| - | ---------------- | ---------------------------- | --------- |
| 1 | Калиновка        | село, административный центр | ↘129      |